# Arcy-sur-Cure
Pour les articles homonymes, voir Arcy et Cure.
Arcy-sur-Cure est une commune française située dans le département de l'Yonne, en région Bourgogne-Franche-Comté.
Les grottes d'Arcy-sur-Cure sont mondialement renommées depuis le début du XXe siècle dans le milieu de l'archéologie, dans un premier temps pour leurs fossiles et leur industrie couvrant un vaste éventail de cultures préhistoriques et historique depuis les néandertaliens jusqu'au Moyen Âge ; et depuis 1990 pour les peintures de la Grande grotte, les plus anciennes d'Europe à être encore visitables.

## Géographie

### Description
Arcy se trouve dans le sud du département de l'Yonne, à 32 km au sud d'Auxerre et 21 km au nord-ouest d'Avallon.
Arcy est dans la proche périphérie du Morvan : le parc naturel régional du Morvan commence à Asquins (jouxtant Vézelay) à 17 km au sud.
La commune, qui atteint presque 11 km dans sa plus grande longueur  3,9 km dans sa plus grande largeur, s'étire dans le sens nord-est/sud-ouest.

### Communes voisines
Dans la figure qui suit, les distances données sont celles à vol d'oiseau et le nombre d'habitants pour chaque ville apparaît en plaçant la souris sur le point représentant la ville. Les noms en gras sont ceux des communes limitrophes ; Arcy-sur-Cure en a neuf : 
- dans le canton de Vermenton :
  - Bois-d'Arcy, Mailly-la-Ville, Bessy-sur-Cure, Lucy-sur-Cure ;
- dans le canton de L'Isle-sur-Serein (arrondissement d'Avallon) :
  - Joux-la-Ville, Précy-le-Sec ;
- dans le canton de Vézelay (arrondissement d'Avallon) :
  - Saint-Moré, Blannay, Montillot.

### Hydrographie
La commune est traversée dans son milieu par la Cure, qui coule dans le sens général sud-est/nord-ouest - mais qui, à son entrée sur Arcy, forme son dernier grand méandre à sa sortie du Morvan. Les grottes d'Arcy se trouvent dans ce méandre.
C'est le seul cours d'eau sur la commune.

### Climat
Pour des articles plus généraux, voir Climat de la Bourgogne-Franche-Comté et Climat de l'Yonne.
En 2010, le climat de la commune est de type climat océanique dégradé des plaines du Centre et du Nord, selon une étude du Centre national de la recherche scientifique s'appuyant sur une série de données couvrant la période 1971-2000. En 2020, Météo-France publie une typologie des climats de la France métropolitaine dans laquelle la commune est exposée à un climat océanique altéré et est dans la région climatique Lorraine, plateau de Langres, Morvan, caractérisée par un hiver rude (1,5 °C), des vents modérés et des brouillards fréquents en automne et hiver.
Pour la période 1971-2000, la température annuelle moyenne est de 10,9 °C, avec une amplitude thermique annuelle de 15,7 °C. Le cumul annuel moyen de précipitations est de 726 mm, avec 11,5 jours de précipitations en janvier et 7,7 jours en juillet. Pour la période 1991-2020, la température moyenne annuelle observée sur la station météorologique de Météo-France la plus proche, « Merry-sur-Yonne », sur la commune de Merry-sur-Yonne à 10 km à vol d'oiseau, est de 11,5 °C et le cumul annuel moyen de précipitations est de 776,9 mm. 
La température maximale relevée sur cette station est de 40,7 °C, atteinte le 7 août 2003 ; la température minimale est de −22 °C, atteinte le 16 janvier 1985,,.
Les paramètres climatiques de la commune ont été estimés pour le milieu du siècle (2041-2070) selon différents scénarios d'émission de gaz à effet de serre à partir des nouvelles projections climatiques de référence DRIAS-2020. Ils sont consultables sur un site dédié publié par Météo-France en novembre 2022.

## Urbanisme

### Typologie
Au 1er janvier 2024, Arcy-sur-Cure est catégorisée commune rurale à habitat dispersé, selon la nouvelle grille communale de densité à sept niveaux définie par l'Insee en 2022.
Elle est située hors unité urbaine. Par ailleurs la commune fait partie de l'aire d'attraction d'Avallon, dont elle est une commune de la couronne,. Cette aire, qui regroupe 74 communes, est catégorisée dans les aires de moins de 50 000 habitants,.

### Occupation des sols
L'occupation des sols de la commune, telle qu'elle ressort de la base de données européenne d’occupation biophysique des sols Corine Land Cover (CLC), est marquée par l'importance des forêts et milieux semi-naturels (51,7 % en 2018), une proportion sensiblement équivalente à celle de 1990 (52 %). La répartition détaillée en 2018 est la suivante : 
forêts (49,9 %), terres arables (39,9 %), prairies (4,9 %), zones agricoles hétérogènes (1,9 %), milieux à végétation arbustive et/ou herbacée (1,8 %), zones urbanisées (1,6 %). L'évolution de l’occupation des sols de la commune et de ses infrastructures peut être observée sur les différentes représentations cartographiques du territoire : la carte de Cassini (XVIIIe siècle), la carte d'état-major (1820-1866) et les cartes ou photos aériennes de l'IGN pour la période actuelle (1950 à aujourd'hui).

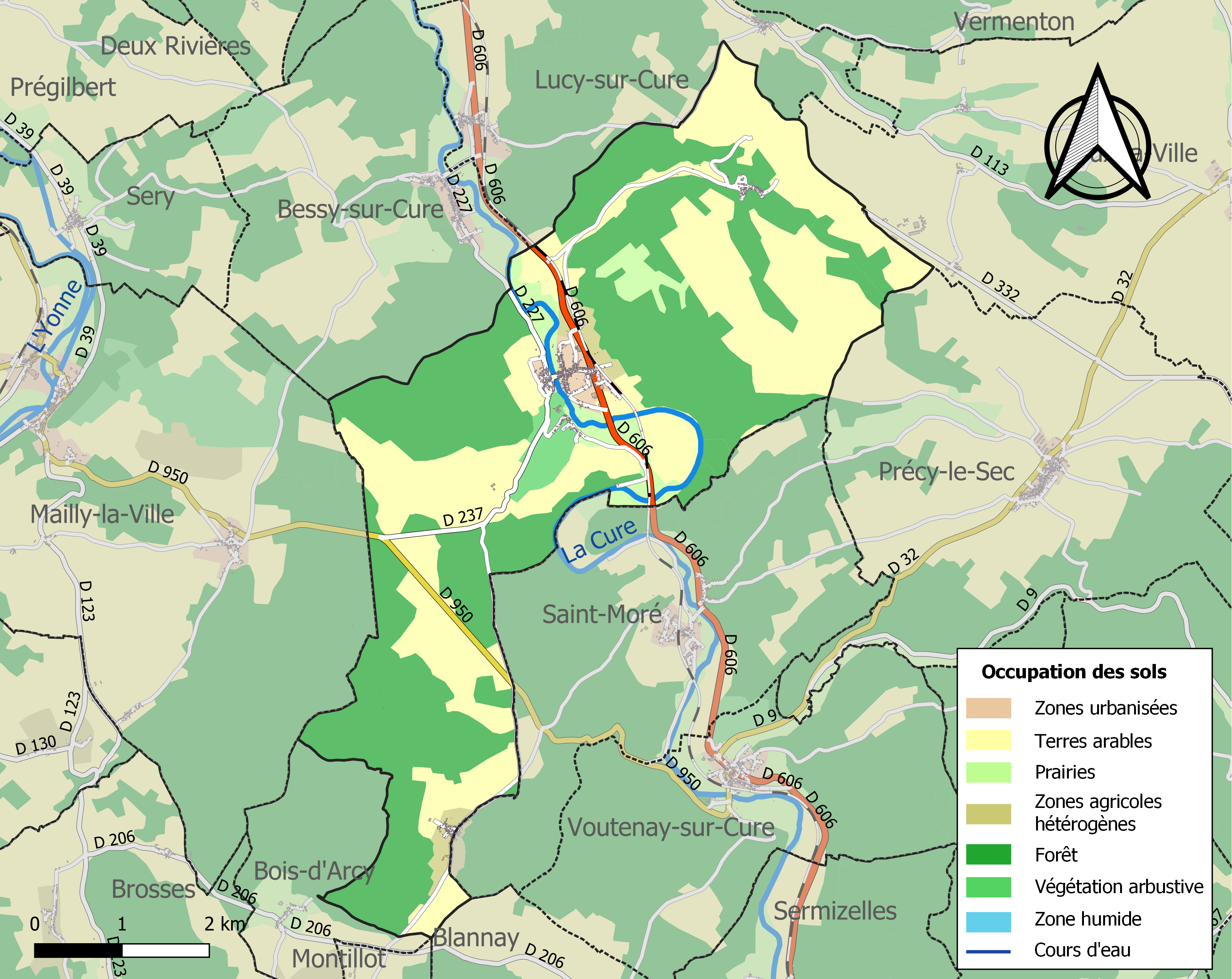
Carte des infrastructures et de l'occupation des sols de la commune en 2018 (CLC).

### Hameaux
La commune inclut beaucoup de lieux-dits mais peu de hameaux. Dans la partie sud de la commune - côté rive gauche de la Cure -, le manoir du Chastenay et les maisons voisines se trouvent près de la rivière en amont d'Arcy. Le seul autre hameau est Lac Sauvin, isolé d'Arcy sur la route de Montillot au sud. Dans la partie nord de la commune en rive droite, se trouvent le Moulin à l'entrée de la Cure dans Arcy ; le Faîte de l'Orme en bordure du bourg côté Est ; et le Beugnon à 4 km au nord d'Arcy.

### Voies de communication
La D 606 (ancienne nationale 6) traverse la commune en suivant la vallée de la Cure. 

La départementale D 950 traverse la partie sud de la commune, reliant Courson-les-Carrières et la RN 151 (24 km à l'ouest) avec Voutenay et la D 606,. 

La D 332 traverse la pointe nord de la commune sur quelque 2,5 km. Sur Arcy, elle emprunte le tracé de l'ancienne route royale dite « route Napoléon ».
L'accès le plus proche de l'autoroute A6 est la sortie 21 (Nitry) à 17 kilomètres.
La gare d'Arcy-sur-Cure est desservie par la ligne de Cravant - Bazarnes à Dracy-Saint-Loup.
L'aérodrome d'Avallon est à 20 km, l'aérodrome d'Auxerre-Branches (plus grand que le précédent) à 40 km,.

## Histoire

### Préhistoire
Les grottes d'Arcy-sur-Cure sont un haut lieu préhistorique. Elles ont été occupées depuis 200 000 ans. La cavité principale, dite Grande grotte, traverse la colline ; une grande quantité de peintures murales datées d'environ 28 000 ans y ont été découvertes en 1990, malheureusement en grande partie effacées par des lavages répétés avec une solution d'acide chlorhydrique avant 1990. Les vestiges de la grotte du Renne ont permis d'affirmer pour la première fois que les néandertaliens étaient les auteurs d'objets ornementaux, porteurs de symbolisme. La grotte de la Hyène a livré des vestiges de Néandertaliens. La grotte du Cheval recèle des gravures datées d'au moins 40 000 ans. La grotte des Fées est la plus longue grotte connue de l'Yonne. C'est à Arcy que l'ethnopréhistorien André Leroi-Gourhan a mis au point sa méthode de fouilles rigoureuses, en contraste avec les habitudes jusqu'alors, et que sa femme Arlette Leroi-Gourhan pionnière de la paléopalynologie, a commencé sa carrière.
En remontant le cours de la rivière depuis le bourg en direction des grottes, on rencontre le lieu-dit les Girelles dans le creux de la dernière anse du méandre de la Cure. Cet endroit a livré vers la fin du XIXe siècle de nombreuses tuiles, poteries et mosaïques, de lourds tuyaux et des inscriptions. Les mêmes tuiles et poteries se retrouvent dans le camp de la Côte de Char au sommet des grottes de Saint-Moré.
En 1875, au sud du hameau de Beugnon, un assortiment d'objets en bronze a été mis au jour, composé d'une vingtaine de haches avec ou sans douille, de pointes de lances, de couteaux, de rondelles avec anneau, de faucilles, et notamment de lingots de bronze ronds massifs destinés à la fonte.

### Antiquité
La via Agrippa de l'Océan passait sur l'actuel territoire de la commune, traversant la partie sud dans le sens nord-ouest/sud-est en direction du gué de Saint-Moré.
Arcy était aux confins du territoire des Éduens : le milliaire de Prégilbert, une borne milliaire découverte en 1878 sur la voie Agrippa à Prégilbert, à 10 km au nord-ouest d'Arcy, au confluent de la Cure et de l'Yonne, marquait la limite nord de leur territoire,.
Entre la rivière et la grotte des Fées (qui est à moins de 5 m au-dessus du niveau actuel de la rivière), l'abbé Parat a trouvé un mur gallo-romain qui fermait le seuil de la grotte ; sous ce mur, un chemin surélevé au-dessus de la rivière et au même niveau que les champs sur l'autre rive ; et les signes d'un remblai du bas de l'escarpement à un endroit où les éboulements n'avaient pas formé de chemin. Les blocs servant à ce remblai proviennent de la carrière antique de la Roche Taillée toute proche, un peu plus haut dans le même escarpement ; Parat pense que les pierres taillées dans la carrière étaient glissées le long de la pente jusqu'à ce chemin, plutôt que de les sortir en les montant jusqu'en haut de la falaise. La pierre de cette carrière est du calcaire corallien blanc tendre, gélif, à oolithes assez grossières, de dureté très variable ; il contient en assez grand nombre des fossiles, principalement de polypiers et diffère notablement de la pierre des sarcophages de Quarré-les-Tombes.
Près du lieu-dit les Girelles, à gauche du chemin qui mène aux grottes, une villa romaine, a été occupée de l’époque augustéenne au haut Moyen Âge avec un faste particulier au cours du IVe siècle. L'abbé Poulaine (curé de Voutenay et historien à ses heures) y a récolté plusieurs vases très bien conservés, dont une grande amphore qui contenait deux pièces d'or d'Honorius (393-423). 

Trois autres villae sont connues : les Chaillots ; la Laume, où l’abbé Parat a trouvé des vestiges d’époque romaine et mentionne une maison forte du XIIe siècle ; et un gros établissement à l'emplacement même du village en rive droite, occupé lui aussi de l’époque augustéenne au haut Moyen Âge. Des sarcophages et au moins une ciste ont aussi été retrouvés dans le village, contenant plusieurs bijoux variés.

### Moyen Âge
Une nécropole mérovingienne, utilisée du début du VIe siècle jusqu'à la fin du VIIIe siècle, a été trouvée au tournant du XXe siècle, au lieu-dit le Haut du Faîte de l’Orme au nord de la gare d'Arcy. Les cercueils en pierre, orientés vers l’est, apparaissent dès 40 cm de profondeur. L'un d'eux, une ciste (caisse formée de dalles de pierres rapprochées et recouvertes), a livré les ossements en grande partie rongés d'un adulte et d'un enfant, avec une agrafe elliptique épaisse en bronze et un bracelet en perles dont la manufacture est tout à fait semblable à celle des colliers et bracelets des nécropoles mérovingiennes de Guéprey (Orne), de Luzicau près de Lizy (Aisne) et de Charnay (Saône-et-Loire).
On a la trace d'un Jean de Lys, seigneur vers 1349 (date de construction du premier manoir du Chastenay). La seigneurie est ensuite  contrôlée notamment par une famille nommée d'Aulnay, dont on connaît au moins les seigneurs suivants :
- Claude d'Aulnay († 1483), écuyer, seigneur de Lys, de Malfontaine et d'Arcy ;
- Claude d'Aulnay († après 1547), son fils, écuyer, seigneur d'Arcy et de Quincerot ;
- Edme d'Aulnay († entre 1572 et 1576), son fils, seigneur d'Arcy et de Courçon-le-Châtel.

Arcy, au seizième siècle, était divisé en cinq seigneuries : Antoine d'Aulnay était seigneur du Châtenay ; Edme François Destut d'Assay, aïeul du propriétaire des grottes, était seigneur du Vaux-Sainte-Marie ; Hector François d'Aulnay, titré Comte, était Seigneur d'Arcy ; René d'Aulnay possédait le fort de Digogne (refuge des huguenots) et Samuel d'Aulnay était Seigneur de Louze. Les seigneuries furent réduites à deux au XVIIe siècle.
Un terrier de 1565 constate que les Seigneurs d'Arcy avaient le droit de prendre le quinzième des récoltes de leurs vassaux ; ils avaient encore d'autres privilèges, tels que ceux de retrait et de cens, et ils pouvaient encore exiger à chaque mariage qui avait lieu, que l'épouse leur apportât une poule et une douzaine de beignets. En 1767, époque de la reconstruction du château d'Arcy, les retrayants (ayant le droit de se réfugier au château en cas de danger) furent assujettis à extraire et charroyer gratuitement toute la pierre de taille employée à sa construction. La seigneurie principale appartenait alors à la famille de Culon d'Arcy, qui se titrait comte. Le château passa par mariage aux Devezeau de Rancogne, puis fut acquis en 1833 par Charles Esprit Marie de La Bourdonnaye de Blossac (1753-1840), dernier intendant de Soissons, émigré, comte-pair en 1819, esprit chicanier et ultra légitimiste, qui ne semble pas avoir su se faire davantage aimer des habitants que ses prédécesseurs ; il est mort à Arcy, âgé de 86 ans, ayant eu 8 enfants de ses deux mariages. En 1905, la propriété appartenait à Joseph de Vieuxchamps.

## Politique et administration
| Période                                  | Période                        | Identité         | Étiquette | Qualité                                    |
| ---------------------------------------- | ------------------------------ | ---------------- | --------- | ------------------------------------------ |
| Les données manquantes sont à compléter. |                                |                  |           |                                            |
| avant 2005                               | En cours (au 25 novembre 2021) | Olivier Bertrand | DVD       | Agriculteur Réélu pour le mandat 2020-2026 |

## Démographie
L'évolution du nombre d'habitants est connue à travers les recensements de la population effectués dans la commune depuis 1793. Pour les communes de moins de 10 000 habitants, une enquête de recensement portant sur toute la population est réalisée tous les cinq ans, les populations de référence des années intermédiaires étant quant à elles estimées par interpolation ou extrapolation. Pour la commune, le premier recensement exhaustif entrant dans le cadre du nouveau dispositif a été réalisé en 2007.

En 2022, la commune comptait 482 habitants, en évolution de −0,82 % par rapport à 2016 (Yonne : −1,95 %, France hors Mayotte : +2,11 %).
| 1793  | 1800  | 1806  | 1821  | 1831  | 1836  | 1841  | 1846  | 1851  |
| ----- | ----- | ----- | ----- | ----- | ----- | ----- | ----- | ----- |
| 1 608 | 1 397 | 1 459 | 1 549 | 1 508 | 1 440 | 1 495 | 1 515 | 1 528 |

| 1856  | 1861  | 1866  | 1872  | 1876  | 1881  | 1886  | 1891  | 1896  |
| ----- | ----- | ----- | ----- | ----- | ----- | ----- | ----- | ----- |
| 1 502 | 1 554 | 1 525 | 1 458 | 1 349 | 1 341 | 1 335 | 1 308 | 1 189 |

| 1901  | 1906  | 1911 | 1921 | 1926 | 1931 | 1936 | 1946 | 1954 |
| ----- | ----- | ---- | ---- | ---- | ---- | ---- | ---- | ---- |
| 1 062 | 1 009 | 884  | 707  | 708  | 649  | 607  | 643  | 561  |

| 1962 | 1968 | 1975 | 1982 | 1990 | 1999 | 2006 | 2007 | 2012 |
| ---- | ---- | ---- | ---- | ---- | ---- | ---- | ---- | ---- |
| 510  | 518  | 509  | 527  | 503  | 449  | 502  | 509  | 490  |

| 2017 | 2022 | - | - | - | - | - | - | - |
| ---- | ---- | - | - | - | - | - | - | - |
| 484  | 482  | - | - | - | - | - | - | - |

## Culture locale et patrimoine

### Lieux et monuments
- Grottes préhistoriques, datant du Paléolithique, propriété privée. Inscrites sur l'Inventaire supplémentaire des monuments historiques par arrêté du 12 novembre 1992. Liste des grottes inscrites : Grande grotte, abri du Lagopède, grotte du Cheval, grotte de la Hyène, grotte du Trilobite, grotte des Ours, grotte du Renne et sa galerie Schoepflin, grotte du Bison, grotte du Loup, grotte du Lion, grotte des Fées, grotte des Deux Cours, Petit Abri, Grand Abri, grotte des Goulettes.

- Manoir du Chastenay, construit vers 1549, sur l'emplacement d'un ancien manoir construit vers 1349, avec ajouts au XVIIIe siècle, propriété privée. Protection sélective : 1°) façades et toitures du manoir (sauf l'aile est) classées au titre des monuments historiques par arrêté du 11 octobre 1971 ; 2°) façades et toitures des dépendances, et vestiges de l'enceinte inscrits sur l'Inventaire supplémentaire des monuments historiques par arrêté du 11 octobre 1971.

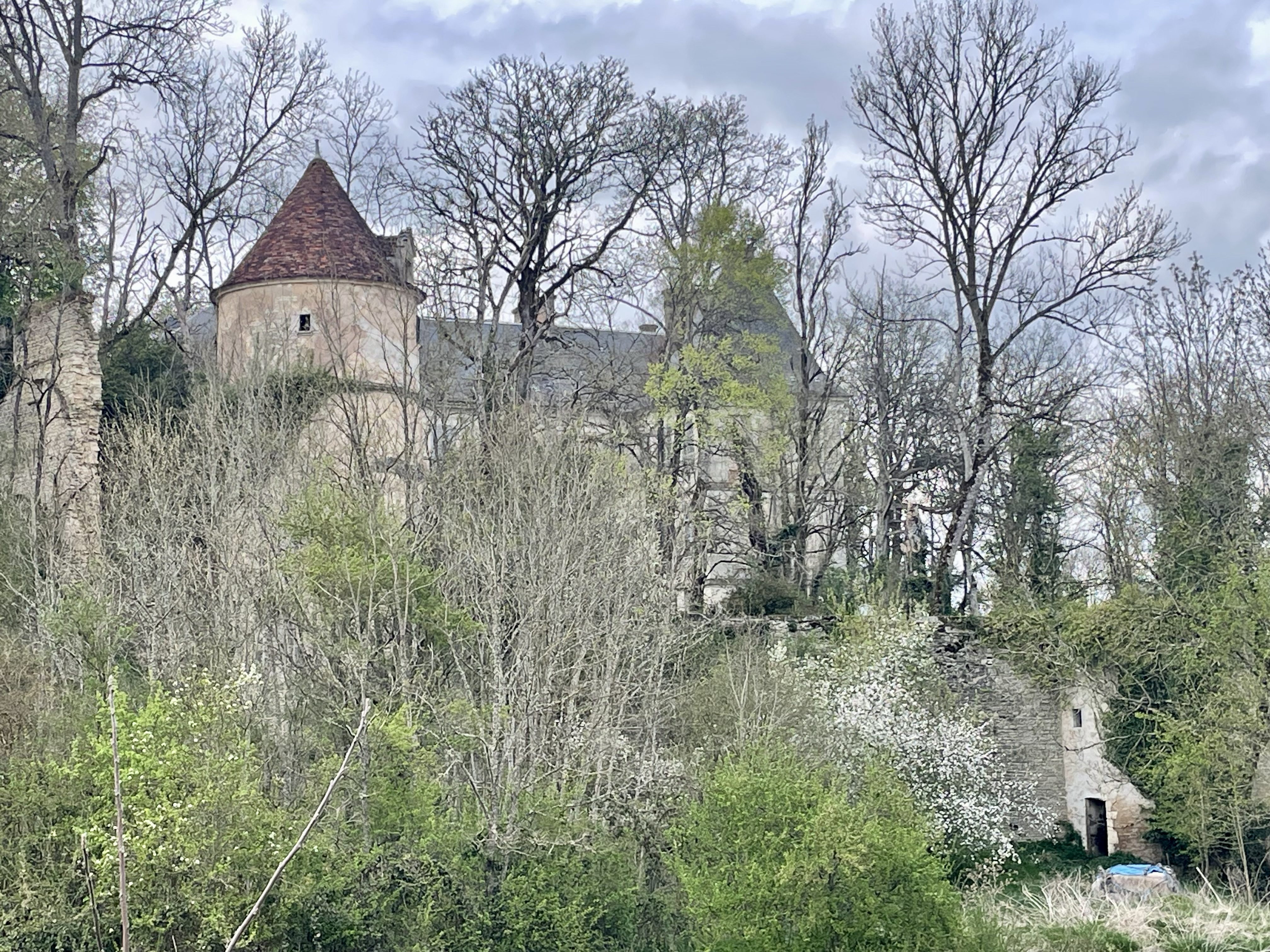
Vestiges de la maison forte de la Cobarde, au premier plan, et en arrière-plan, façade arrière du château de Vieux Champs.

- Château de Vieux Champs, bâti sur la rive gauche, à flanc de coteau, en aval du manoir du Chastenay ; il fut reconstruit après 1767 dans le style Louis XVI par la famille Culon d'Arcy « sous la direction d'un architecte de Paris »[29], qui pourrait être Edme Verniquet.
- Maison forte de la Cobarde (14-15e siècle, avec tours), parfois appelé château Jacquot, en-dessous du précédent, et servant de communs au château moderne, mais il est tombé de vétusté dans les années 1990.
- Église paroissiale Saint-Martin, dans le bourg, construite au XIIIe siècle, avec des ajouts aux XVe, XVe et XIXe siècles[Quoi ?], propriété de la commune. Non protégée par les Monuments historiques.
- Chapelle Saint-Roch, au lieudit le Beugnon, construite vers 1545, propriété de la commune. Inscrite sur l'Inventaire supplémentaire des monuments historiques par arrêté du 10 novembre 1976.
- Chapelle Sainte-Reine, au lieudit le Lac Sauvin, construite vers 1692, propriété de la commune, inscrite à l'inventaire du patrimoine[37], elle abrite une fresque de l'Adoration des Bergers réalisée en 1901 par le peintre Georges Sauveur Maury[38].
- Chapelle de la Vierge, au lieudit le Val-Sainte-Marie, construite dans la seconde moitié du XVIIe siècle, propriété de la commune. Non protégée par les Monuments historiques.
- Le GR13, reliant Fontainebleau (Seine-et-Marne) et Bourbon-Lancy (Saône-et-Loire), traverse la commune en suivant la vallée de la Cure[2].

### Personnalités liées à la commune
- Charles Esprit Marie de La Bourdonnaye (1753-1840), homme politique.
- Abbé Alexandre Parat (1843-1931) ; il a fouillé les grottes d'Arcy (premières fouilles scientifiques), publié de nombreux articles et créé un musée. Un mémorial à son effigie est d'ailleurs établi à proximité du camp antique de Cora sur la commune voisine de Saint-Moré.
- La chanteuse et actrice Delphine Abdala est née sous le nom de Delphine Louvet en 1871 à Arcy-sur-Cure.
- André Leroi-Gourhan (1911-1986), préhistorien, établi à Vermenton, a étudié les grottes d'Arcy pendant 16 ans (1946-1963), et y a ouvert une école de fouilles, pionnière dans ce domaine. Malheureusement, les résultats de ces travaux sont restés largement inédits.
- André Fleury (né en 1903 à Neuilly-sur-Seine et décédé à 1995 au Vésinet), organiste, compositeur, pianiste et pédagogue français, séjournait l'été dans la maison de famille[réf. nécessaire] à Arcy-sur-Cure. Il est enterré au cimetière communal.
- Léon Quarton (1911-1991), mort dans la commune, est un cheminot syndicaliste et résistant communiste[39].